# Нортамберленд
Норта́мберленд, или Нортумберленд (англ. Northumberland [nɔrˈθʌmbərlənd]) — традиционное церемониальное графство и унитарная единица Англии, расположенная на крайнем северо-востоке страны, на границе с Шотландией. Нортамберленд омывается Северным морем с востока, граничит с графствами Тайн-энд-Уиром и Даремом на юге, Камбрией на западе и Скоттиш-Бордерсом на севере. Город Блайт является самым населённым поселением.
Площадь графства составляет 5013 км², а численность населения — 324 362 человека, что делает плотность населения самой низкой среди графств Англии. На юго-востоке находятся самые густонаселённые города: Блайт (37 339 человек), Крамлингтон (27 683 человека), Ашингтон (27 670 человек) и административный центр Морпет (14 304 человека). Остальные поселения являются сельскими, за исключением Берик-апон-Туида (12 043 человека) на крайнем севере и Хексема (13 097 человек) на западе. Для целей управления графство является унитарной единицей. Исторически включало территорию Тайн-энд-Уира к северу от реки Тайн.
На западе Нортамберленда находятся Чевиот-Хилс и северные Пеннинские горы, которые по мере приближения к берегу становятся более плоскими. Чевиот (815 м), в честь которого названа цепь холмов, является самой высокой точкой графства. В графстве находится исток реки Норт-Тайн, которая возле Хексема сливается с Саут-Тайном в единую реку Тайн, уходящую в Тайн-энд-Уир. Другими значимыми реками в графстве являются: Блайт, Кокет, Алн, Уонсбек и Туид, формирующая границу с Шотландией. В Нортамберленде находится одноимённый национальный парк и два «района выдающейся естественной красоты»: Нортумберлендское побережье и часть северных Пеннинских гор.
Большую роль в истории графства играла граница с Шотландией. В римскую эпоху большая часть графства лежала к северу от вала Адриана, а в Средневековье происходили столкновения между Англией и Шотландией, вынуждавшие строить множество замков, башен и цитаделей. Нортамберленд также ассоциируется с Кельтской церковью, особенно приливный остров Линдисфарн. Во время промышленной революции графство имело значительную угледобывающую, кораблестроительную и оружейную промышленность.

## История

### История названия
Название Нортамберленд записано в «Англосаксонской хронике» как norðhymbra land, что означает «земля к северу от Хамбера». Название королевства Нортумбрия происходит от древнеанглийского термина Norþanhymbre, означающего «люди к северу от Хамбера», который противопоставлялся Сутумбрии, лежащей к югу от эстуария Хамбер.

### До образования графства
Область, где ныне расположено графство, с давних пор служит границей между Англией и Шотландией. Нортамберленд имеет богатую предысторию, сохраняя пещерную живопись, городища, такие как Йеверинг Белл и каменные круги, такие как Готстонс и пять камней Даддо. До римлян большая часть земли была заселена кельтским народом Вотадин и народом Бригант к югу.
Во времена римлян большая часть графства лежала к северу от вала Адриана. Нортамберленд дважды находился под полным контролем Рима, но лишь на короткое время. Римская дорога пересекала графство от Корбриджа на западе от Чевиот-Хилс к Мелрозу в Скоттиш-Бордерс. В доказательство своего приграничного статуса, Нортамберленд имеет больше замков, чем любое другое графство Англии. Среди них — Алник, Бамборо, Данстанборо, Ньюкасл и Уоркуэрт.
Римские боксерские перчатки возрастом почти две тысячи лет были обнаружены в Виндоланде в 2017 году. Являясь похожими по стилю и функциям на современные боксерские перчатки, перчатки в Виндоланде, созданные около 120 года нашей эры, выглядят как кожаные повязки. Основываясь на отличии этих перчаток от гладиаторских предполагается, что они были не боевыми, а тренировочными. В настоящее время данные перчатки выставлены в местном музее.
Территория нынешнего Нортамберленда составляла основу англосаксонского королевства Берниция, основанного в 547 году. В следующем столетии оно соединилось с Дейрой, расположенной к югу от реки Тис, в единое королевство Нортумбрия. Нортумбрия при короле Эдвине (в 616–633 годах) простиралась от Хамбера на юге к Форту на севере. Нортамберленд часто называют «колыбелью английского христианства», так как оно расцвело на Линдисфарне, приливном острове к северу от Бамборо, также называемом Священным островом, после того, как король Освальд пригласил монахов с Айоны для обращения англосаксов. Евангелие из Линдисфарна было создано примерно в 700 году. Линдисфарнский монастырь стал домом святого Катберта, который похоронен в Даремском соборе. После битвы при Нехтансмере 685 года нортумбрийское влияние к северу от Туида начало угасать и пикты начали возвращать свои прежние земли.
Нортумбрия распалась на две части после вторжения Великой языческой армии. Королевство Йорвик заняло территорию от Хамбера до реки Тис, которая стала северной границей Денло и на север от которой продолжало существовать англосаксонское королевство. Йорвик был в конечном итоге интегрирован Уэссексом как шир в едином королевстве Англия. Однако западносаксонская власть не распространялась к северу от Тиса, что делало северную Нортумбрию буферным государством между Англией и Шотландией. В 1018 году территория от Туида до Форта, включающая Лотиан, где сейчас находится Эдинбург, отошла к Шотландии.

## География
Нортамберленд занимает территорию 5013 км² (6-е место), омывается на северо-востоке и востоке Северным морем, граничит на юго-востоке с церемониальными графствами Тайн-энд-Уир и Дарем, на юго-западе с церемониальным графством Камбрия, на северо-западе с Шотландией.

## Население
На территории Нортамберленда проживает 307 190 человек, при средней плотности населения 61 чел./км².

## Административное деление
До 2009 года неметропольное графство Нортамберленд было административно разделено на 6 районов. После административной реформы 2009 года разделение на районы было упразднено, графство Нортамберленд стало унитарным.

## Политика
Нортамберленд управляется советом унитарного графства, состоящим из 67 депутатов, избранных в 67 округах. В результате последних выборов 25 мест в совете занимают либеральные демократы.

## Спорт
На территории графства Нортамберленд, в городе Блайт базируется футбольный клуб «Блайт Спартанс», выступающий в сезоне 2010/2011 в Северной Конференции. «Блайт Спартанс» принимает соперников на стадионе «Крофт-Парк» (4 тыс. зрителей).

## Достопримечательности
- Замок Бамборо
- Замок Берик
- Замок Белси
- Замок Уоркуэрт
- Замок Данстанборо
- Замок Линдисфарн
- Замок Прадо
- Замок Чиллингем
- Замок Эдлингем
- Замок Эйдон
- Мост Юнион